# Зарнтайн, Людвиг фон
Граф Людвиг фон Зарнтайн (нем. Ludwig, Graf von Sarnthein zu Rottenbuch, Kellerburg und Kränzenstein; 1861—1914) — австрийский ботаник и государственный служащий.

## Биография
Людвиг фон Зарнтайн родился 4 января 1861 года в городе Германштадт в Трансильвании (ныне — Сибиу, Румыния). В 1879 году поступил в Инсбрукский университет.
С 1892 года Зарнтайн работал государственным служащим в тирольских городах Бриксене и Триесте. В 1905 году переехал в Инсбрук. В 1906 году он был назначен губернатором района Ампеццо.
1 февраля 1914 года Людвиг фон Зарнтайн умер.
Зарнтайн вместе с Карлом Вильгельмом фон Далла Торре на протяжении нескольких лет работал над монографией флоры Тирольского региона. В 1900—1913 их шеститомная работа была издана в девяти частях.
Большая часть образцов растений, собранных Зарнтайном, хранится в Тирольском государственном музее в Инсбруке (IBF). В 1985 году коллекция растений и библиотека музея были затоплены, в настоящее время гербарные образцы заморожены для возможного восстановления впоследствии.

## Некоторые научные работы
- Dalla Torre, K.W. von; Sarnthein, L. von (1900—1913). Flora der gefürsteten Tirol. 6 vols.